# Ричард Лонг
Ричард Лонг (Richard Long; рођен 2. јуна 1945), британски умјетник чије дјело обједињује скулптуру, концептуалну умјетност и ленд арт. Рођен у Бристолу, студирао је на Колеџу умјетности западне Енглеске (West of England College of Art) од 1962–5, и у то вријеме ствара скулптуре користећи врата, снијег и друге природне материјале. На Умјетничкој школи Сент Мартин (St Martin's School of Art) у Лондону је од 1966–8, гдје наилази на радикално преиспитивање саме скулптуре и њене праксе. Одговор на то је његово концептуално дјело A Line Made by Walking (Линија начињена ходањем, 1967). Фотографски запис трага у трави произведеног ходањем неколико пута преко исте стазе, претвара дјело у спој акције, трага и (концептуалне) документације. 
Отада се његова умјетничка пракса заснива на дугим и усамљеним шетњама кроз пејзаже, у почетку у Британији, а од 1969 и у другим земљама и континентима, неријетко на неприступачним и негостољубивим теренима. Понекад скупља камење и гранчице са ових шетњи и доноси их на изложбе у галерију, гдје их слаже по поду, обично у кругове или друге прилично једноставне геометријске облике као на примјер у радовима Круг од штапова (Circle of Sticks, 1973), Круг шкриљаца (Slate Circle, 1979), оба у збирци галерије Тејт. Камење никада не обрађује, већ га користи као што је нађено. Блато и глину је Лонг користио за зидне цртеже.
Оваква дјела Лонг ствара и у природном окружењу, током шетњи, која документује фотографијама, текстовима (који се односе на ствари поред којих пролази, а однедавно и његово стање ума) и картама. Однос стварних шетњи према њиховој документацији и изложеним дјелима у галерији није једноставан за интерпретацију. Оно што је у галерији, претпостављамо, јесте прави умјетнички чин. У картама су већ унапријед концептуално утврђене руте шетње обиљежене линијом. Текст представља путовање филтрирано кроз памћење као низ фрагмената. За посматрача, процес читања текста окаченог на зиду евоцира стварни простор кроз који је умјетник пролазио.  
Ричард Лонг је водећи британски експонент ленд арта са међународним угледом. Године 1976, представљао је Британију на Бијеналу у Венецији.

## Критике
Ричард Корк је написао да „Лонг постиже изузетан подвиг авантуристичким разумијевањем (савремене) скулптре (каталог изложбе Британска умјетност у 20. вијеку, Краљевска Академија, Лондон 1987). Нешто скептичније, Пол Овери је прокоментарисао да би се његови „дуги маршеви преко наизглед празних континената могли протумачити као импонентна сјенка империјализма деветнаестог вијека” (Art Monthly, n. 4, 1977). Лонг је, међутим, тврдио да „ако се свјетска политика промјени и из неког разлога будем ограничен на рад у Енглеској, надам се и сигуран сам да бих могао да будем умјетник који ради у кругу од 15 миља око Бристола”.  

## Награде и признања
Године 1989. освојио је Тарнерову награду, а 2009 Императорску награду Јапана. Године 1991. велика ретроспективна изложба његовог рада одржана је у галерији Хејворд у Лондону.

## Дјело
- A Line Made by Walking (1967)
- Circle of Sticks, 1973
- Slate Circle, 1979